# Trattato di Nonsuch
Il trattato di Nonsuch fu siglato da Elisabetta I d'Inghilterra e la Repubblica delle Sette Province Unite il 10 agosto 1585 a Nonsuch Palace nel Surrey.

## Causa storica
Il trattato fu provocato dalla firma del trattato di Joinville nel 1584 fra Filippo II di Spagna e la Lega Cattolica francese, in cui Filippo II aveva promesso di finanziare la Lega.

## Termini
Elisabetta I accordava la fornitura di 6.400 fanti e 1.000 cavalieri, inizialmente inteso come un modo di levare l'Assedio di Anversa (1584-1585), insieme ad una sovvenzione annua di 600.000 fiorini all'anno, circa un quarto del costo annuale della rivolta. In seguito il contingente inglese sarà aumentato a 1.000 cavalieri e 6.350 fanti e poi a 8.000 uomini. In cambio del sostegno, gli olandesi dovevano mettere a disposizione i porti di Ostenda, Brill e Vlissingen ed il presidio armato, la fortificazione costiera di Fort Rammekens, all'Inghilterra, che le avrebbe presidiate a sue spese.
Il trattato concesse a Elisabetta il diritto di nominare due consiglieri agli Stati Generali della Repubblica delle Sette Province Unite.
La fideiussione provocò le rimostranze della Zelanda, che era quella che pagava il prezzo maggiore di questo accordo. Elisabetta I rifiutò il titolo di Governatore generale delle Province a lei offerto nel trattato. Quando il capo delle truppe inglesi nelle Sette Province, Robert Dudley, primo conte di Leicester, accettò questo titolo, Elisabetta considerò questo un oltraggio nei suoi confronti.

## Conseguenze
Filippo II considerò il trattato come una dichiarazione di guerra di Elisabetta I contro di lui, portando al conflitto degli anni successivi, la guerra anglo-spagnola. Tre anni dopo inviò l'Armada spagnola nel tentativo di invadere e conquistare l'Inghilterra. Le risorse spese da Filippo II per l'Armada (10 milioni di ducati) indubbiamente sottrassero risorse significative per combattere la rivolta olandese in quel momento. Circa 110 milioni di ducati sono stati spesi per un successo parziale contro la rivolta.
Il  trattato di Nonsuch è stato rinnovato e modificato dal  trattato di Westminster tra il 6 e 16 agosto 1598 tra gli Stati Generali delle Sette Province Unite e il Consiglio privato della Corona per conto di Elisabetta.